# Ancistrocerus ochraceopictus
Ancistrocerus ochraceopictus är en stekelart som beskrevs av Giordani Soika 1960. Ancistrocerus ochraceopictus ingår i släktet murargetingar, och familjen Eumenidae. Inga underarter finns listade i Catalogue of Life.